# Eidsberg
Eidsberg est une kommune de Norvège. Elle est située dans le comté d'Østfold.
C'est à Eidberg qu'a lieu le premier saut à ski connu de l'histoire : en 1809, Olaf Rye se lance à 9,5 mètres de haut pour montrer son courage à ses compagnons d'armée à Eidsberg, en Norvège.